# ロッカシクーラ
ロッカシクーラ（イタリア語: Roccasicura）は、イタリア共和国モリーゼ州イゼルニア県にある、人口約500人の基礎自治体（コムーネ）。

## 地理

### 位置・広がり

#### 隣接コムーネ
隣接するコムーネは以下の通り。
- カロヴィッリ
- フォルリー・デル・サンニオ
- イゼルニア
- ミランダ
- ヴァストジラルディ